# 圖里斯克區

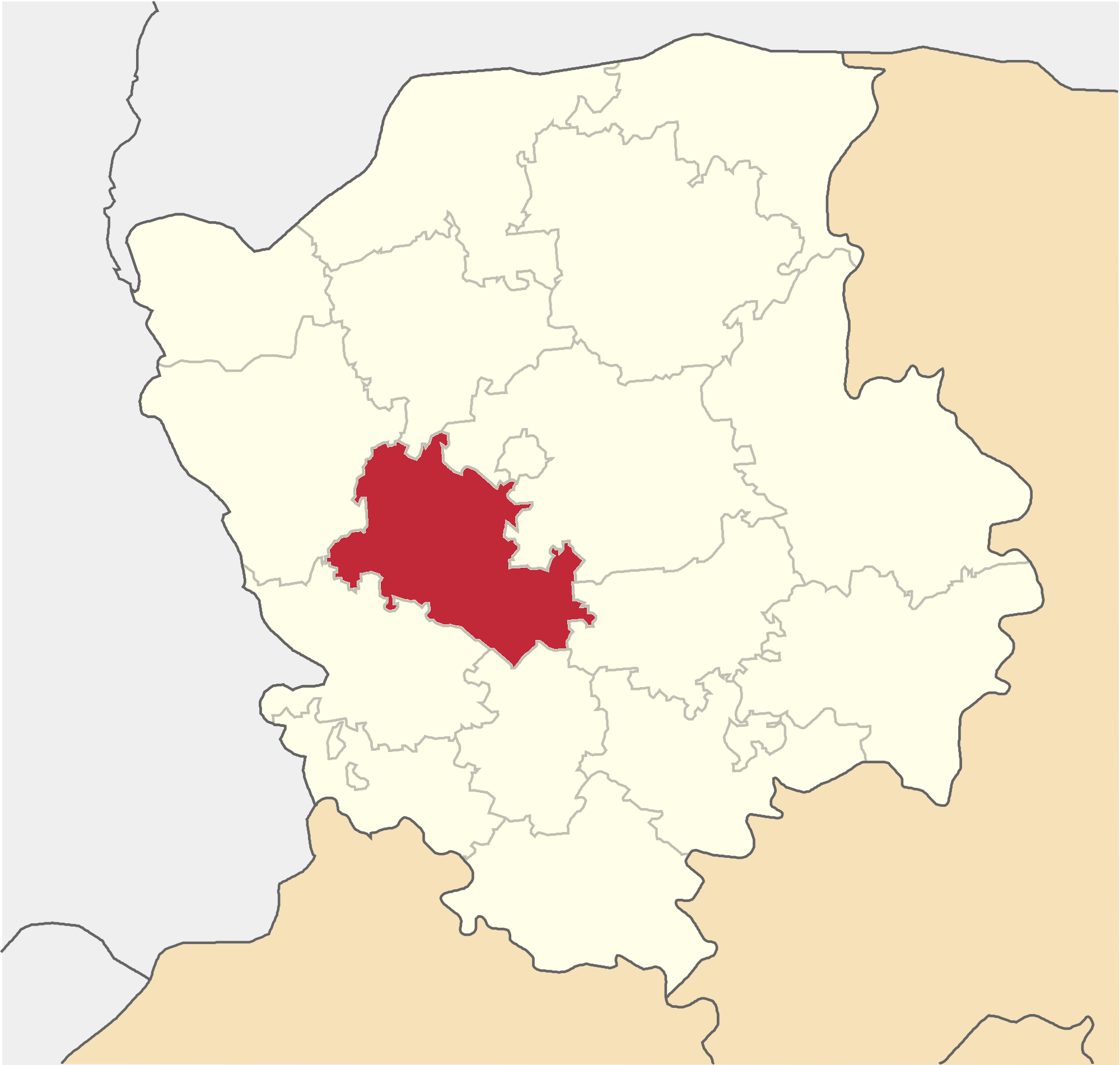
撤销前圖里斯克區在沃倫州的位置

圖里斯克區（烏克蘭語：Турійський район）是位於烏克蘭西北部的一個舊區，由沃倫州負責管轄，首府設於圖里斯克。該區面積1,205平方公里，2015年人口26,418，人口密度每平方公里21.92人。
该区在2020年7月18日的乌克兰行政区划改革中被撤销，改革后沃伦州下分为4个区，圖里斯克區合并至科韋利區。